# دانيال جورجييف
دانيال جورجييف (بالبلغارية: Даниел Георгиев)‏ هو لاعب كرة قدم بلغاري في مركز الوسط، ولد في 6 نوفمبر 1982 في صوفيا في بلغاريا. لعب مع أوردو سبور وبالتيكا كالينينغراد وسبارتا روتردام وسسكا صوفيا وفيهرين ساندانسكي وليفسكي صوفيا ونادي تشيرنو مور فارنا ونادي لوكوموتيف بلوفديف.